# Framing Hanley
Framing Hanley é uma banda de Rock Alternativo de Nashville, Tennessee, formada em 2005, mesmo ano de seu primeiro single "Hear Me Now", que por sua vez foi a música mais tocada em Sirius Octane.
Eles lançaram seu primeiro álbum de estúdio em Agosto de 2007, intitulado "The Moment". Eles são mais conhecidos por sua canção "Hear Me Now" e seu cover de "Lollipop", originalmente por Lil Wayne. Seu álbum mais recente é de 2014, chamado "The Sum Of Who We are", sendo "Criminal" o primeiro single.
O nome da banda é em homenagem (em tributo) a uma amiga deles, Ashley Hanley, que morreu tragicamente em um acidente de carro, em 2006.

## Integrantes
Kenneth Nixon - Vocal/Piano/Guitarra
Brandon Wootten - Guitarra/Backing Vocal
Ryan Belcher - Guitarra
Chris Vest - Bateria
John Stoye - Baixo
Ex-Integrantes:
Tim Huskinson (2005-2007) - Guitarra
Luke McDuffee  (2005-2013) - Baixo/Backing

## Discografia
The Moment (2008)
A Promise to Burn (2010)
The Sum Of Who We Are (2014)
| Título                | Detalhes                                                                                              | Posições                       | Posições                       | Posições                       |
| Título                | Detalhes                                                                                              | US                             | US Ind.                        | US Rock                        |
| --------------------- | --- | ------------------------------ | ------------------------------ | ------------------------------ |
| The Moment            | - Lançamento: 7 de Agosto de 2007 - Gravadora: Silent Majority - Formatos: CD, digital download       | 169                            | 24                             | —                              |
| A Promise to Burn     | - Lançamento: 25 de Maio de 2010 - Gravadora: Silent Majority Group - Formatos: CD, digital download  | 57                             | 7                              | 15                             |
| The Sum of Who We Are | - Lançamento: 24 de Abril de 2014 - Gravadora: Imagen Records - Formatos: CD, digital download, Vinil | Lançado em 29 de abril de 2014 | Lançado em 29 de abril de 2014 | Lançado em 29 de abril de 2014 |
|                       | |                                |                                |                                |